# Eugène Froment-Delormel
Pour les articles homonymes, voir Froment.
Ne doit pas être confondu avec Eugène Froment.
Jacques-Victor-Eugène Froment, dit Eugène Froment-Delormel, né le 17 juin 1820 à Paris (ancien 2e arrondissement), mort le 1e mars 1900 à Paris (6e arrondissement), est un artiste peintre et illustrateur français, spécialisé dans les arts décoratifs.

## Biographie
Jacques Eugène Victor Froment étudie l'art sous la direction de Pierre Jules Jollivet, Paul Lecomte et Amaury-Duval. Il ajoute ensuite le nom de naissance de sa mère, « Delormel », à son patronyme.
Il expose au Salon de Paris à partir de 1844, des peintures de genre.
Il s'installe à Autun en 1846. Il travaille ensuite pour la manufacture de Sèvres de 1853 à 1885.
Sa dernière apparition au Salon des artistes français date de 1896, où il présente deux faïences.
Il meurt à Paris le 1er mars 1900 en son domicile dans le 6e arrondissement, au 83bis rue Notre-Dame-des-Champs.

## Œuvres

### Conservation
- La Rochelle, Musée du Nouveau Monde : Indiens Pawnees dans un paysage, huile sur toile, Salon de 1850, 44 x 38 cm, MNM.1992.3.1[7]

### Ouvrages illustrés
- Louis Ratisbonne, Dernières scènes de la comédie enfantine, Paris, J. Hetzel, 1862.
- Pierre-Jules Hetzel, Histoire d'un pain rond, Paris, J. Hetzel éditeur, [1874].
- André Laurie, Mémoires d'un collégien russe, bois d'après Georges Roux, Paris, J. Hetzel et Cie, 1889.
- Alphonse Daudet, Fromont jeune et Risler ainé, bois d'après George Roux gravés avec Victor Hamel, Paris, Georges Charpentier, 1894.

## Distinction
- Chevalier de la Légion d'honneur (24 janvier 1863)[8]